# (3341) Hartmann
(3341) Hartmann – planetoida z pasa głównego asteroid okrążająca Słońce w ciągu 5 lat i 96 dni w średniej odległości 3,02 j.a. Została odkryta 17 lipca 1980 roku w Lowell Observatory (Anderson Mesa Station) przez Edwarda Bowella. Nazwa planetoidy pochodzi od Williama Kennetha Hartmanna, amerykańskiego astronoma. Przed nadaniem nazwy planetoida nosiła oznaczenie tymczasowe (3341) 1980 OD.